# Jackie Moore (cestista 1979)
Jacqueline Anita Moore, detta Jackie (Long Beach, 6 novembre 1979), è un'ex cestista statunitense, centro di 190 cm.

## Carriera
È stata selezionata dalle Sacramento Monarchs al secondo giro del Draft WNBA 2001 (30ª scelta assoluta).
Nel 2002 ha giocato con le Indiana Fever nella WNBA.
Nella stagione 2005-06 è in Serie A1 con il Basket Club Bolzano.
Nella stagione 2006-07 passa alla Pallacanestro Ribera con cui disputa 21 partite, con una media di 13,36 punti a partita, piazzandosi al secondo posto come media realizzativa di sempre per Ribera, dietro solo a Jennifer Gillom.